# Jane Lew
Jane Lew est une ville américaine située dans le comté de Lewis en Virginie-Occidentale.
Selon le recensement de 2010, Jane Lew compte 409 habitants. La municipalité s'étend sur 0,25 milles carrés (0,65 km2).
La ville est fondée en 1835 par le représentant Lewis Maxwell (en), qui lui donne le nom de Jane Lew en l'honneur de sa mère, Jane Lewis,. Néanmoins, le bureau de poste local s'appelle d'abord Hackersville, puis McWhorter's Mills avant d'adopter Janelew en 1845. La ville devient une municipalité en 1907.